# Saúl Juárez Vega
Saúl Juárez Vega (n. 27 de febrero de 1957) es un escritor y promotor cultural mexicano.

## Biografía
Saúl Juárez (27 de febrero de 1957) es un escritor y promotor cultural mexicano. Durante más de 30 años ha realizado un constante trabajo de promoción cultural. Fue Coordinador Nacional de la Red Nacional de Casas de Cultura y Talleres Literarios de México y Director de Servicios Culturales del Instituto Nacional de Bellas Artes. Fue director de la revista Tierra Adentro y director general del Instituto Michoacano de Cultura. Fue director general de Descentralización en el CONACULTA de 1992 a 1995 donde creó los fondos de desarrollo cultural tanto en el ámbito estatal como en el regional y desarrolló los circuitos artísticos a nivel nacional. Fue director general del Centro Nacional de las Artes. De diciembre de 2001 y hasta el año 2006 ocupó el cargo de director general del Instituto Nacional de Bellas Artes. Fue Secretario Cultural y Artístico del Consejo Nacional para la Cultura y las Artes. Ocupa el cargo de Subsecretario de Desarrollo Cultural de la Secretaría de Cultura Federal. Entre las distinciones que ha recibido, destaca la Medalla de la Orden de Isabel la Católica.

## Obra
Entre sus obras de narrativa y de poesía se cuentan Más sabe la Muerte, editorial Oasis en 1983; Piedras del Viento, cantata que con música del maestro Manuel Enríquez se estrenó en 1991; La muerte en el cuento mexicano, IMC,1988;  Si van al Paraíso,  UNAM, 1994; Es agua esta luz, UNAM, 1995; Señales de Viaje,  Ed. Planeta, 1995; El viaje de los sentidos, 2000, editorial Verdehalago; La calle de los fresnos, Taller de Encuadernación y Serigrafía “Hecho a mano”, 2002. Su obra está presente en diversas antologías del país y en el extranjero.